# Sinopodisma wanxianensis
Sinopodisma wanxianensis är en insektsart som först beskrevs av Zheng, Z. och Jun Chen 1995.  Sinopodisma wanxianensis ingår i släktet Sinopodisma och familjen gräshoppor. Inga underarter finns listade i Catalogue of Life.